# Grupo Godó

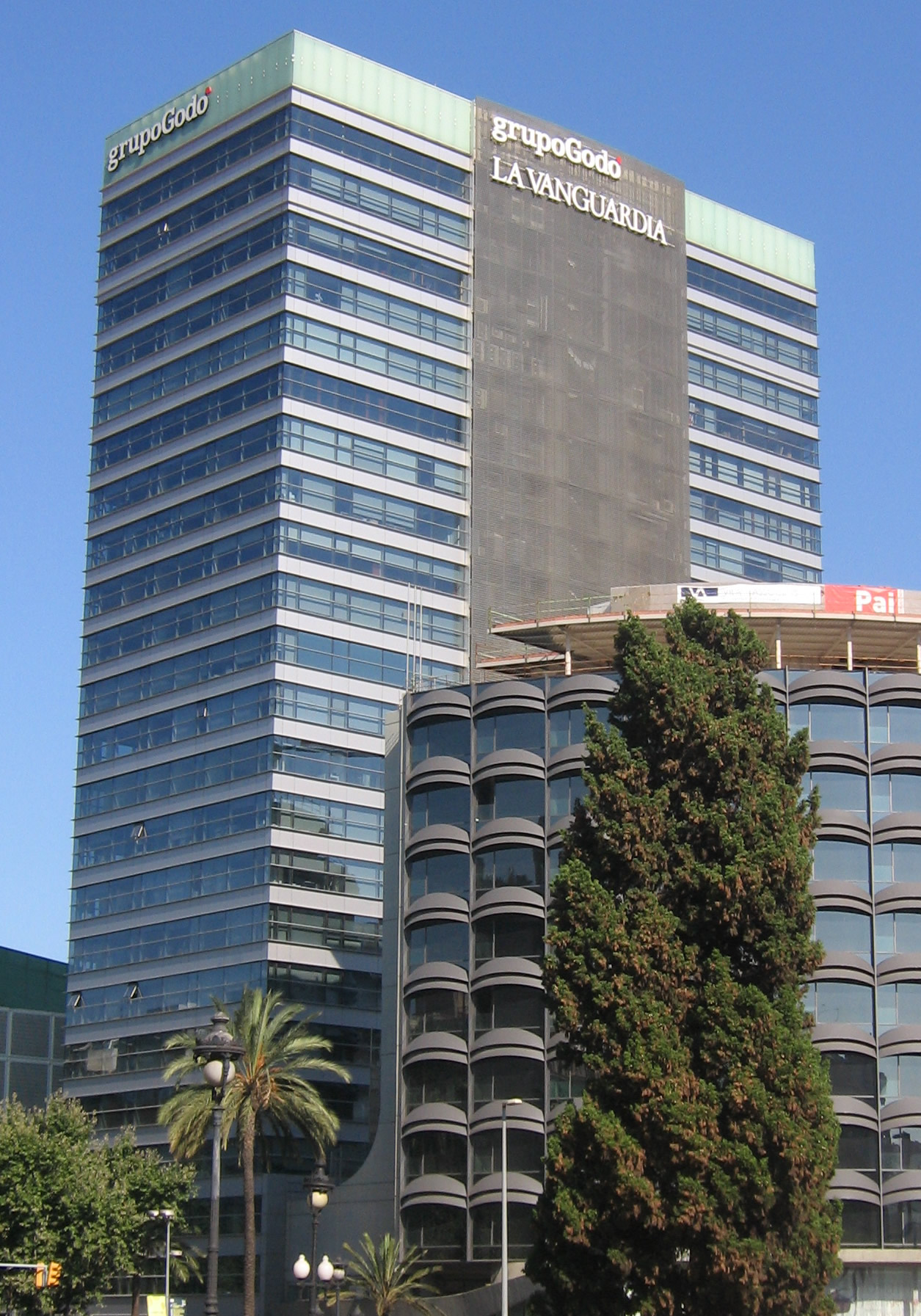
Hoofdkantoor van Grupo Godó

Grupo Godó is een Spaans mediabedrijf gevestigd in de Catalaanse hoofdstad Barcelona dat in het bezit is van de familie Godó. Het bestaan van dit bedrijf gaat terug op de oprichting van het dagblad La Vanguardia en de sportkrant El Mundo Deportivo, maar werd in de huidige vorm opgericht in 1998 om meer controle te kunnen krijgen op de audiovisuele markt. 

## Merken
De Grupo Godó bezit, onder anderen, de volgende merknamen:
- Kranten: La Vanguardia, El Mundo Deportivo
- Tijdschriften: de Spaanse editie van Playboy,MG Magazine, Historia y vida
- Televisie: RAC105 TV
- Radio: RAC 1, RAC 105
- Verscheidene websites
- Een reclamebureau en verschillende distributiebedrijven